# Pardosa longivulva
Pardosa longivulva là một loài nhện trong họ Lycosidae.
Loài này thuộc chi Pardosa. Pardosa longivulva được Frederick Octavius Pickard-Cambridge miêu tả năm 1902.